# Skulpturierter Flügelrossfisch
Der Skulpturierte Flügelrossfisch (Pegasus lancifer) ist ein kleiner Fisch aus der Gruppe der Seenadelartigen, der endemisch in den subtropischen und gemäßigt temperierten Meeren an der Südküste Australiens und rund um Tasmanien vorkommt.

## Merkmale
Der Skulpturierte Flügelrossfisch wird neun bis zwölf Zentimeter lang. Er ist auf der Oberseite dunkelbraun olivfarben oder bläulich gefärbt, die Unterseite ist hellbraun. Der Körper ist rundlich, auf der Rückenseite ohne tiefe Gruben und deutlich vom langen Schwanzflossenstiel abgesetzt. Er ist durch vier Paar dorsolaterale (an den Seiten des Rückens gelegene) und fünf Paar ventrolaterale (an den Seiten des Bauchs gelegene) Knochenplatten gepanzert. Den Schwanzflossenstiel umgeben 14 knöcherne Ringe, von denen die ersten sieben gegeneinander beweglich sind, während die letzten sieben zusammengewachsen sind. Der letzte Knochenring des Schwanzflossenstiels trägt oben und unten jeweils ein Paar nach hinten gerichteter Stacheln. Das Rostrum ist im Querschnitt viereckig. Der Rand der Augenhöhlen ist mit kleinen Schuppen bedeckt. Die Augen sind bei Untersicht durch den unteren Rand der Augenhöhlen verdeckt. Die einzige Rückenflosse sitzt auf dem Schwanzflossenstiel und wird, wie auch die Afterflosse, von fünf weichen Flossenstrahlen gestützt. Die Brustflossen sind fächerförmig. Die Wirbelzahl liegt bei 22.

## Lebensweise
Die Fische leben in individuenstarken Gruppen über sandigen und schlammigen Böden, oft am Rand von Seegraswiesen, in Buchten und Ästuarien bis in Tiefen von 50 Metern. Sie graben sie sich häufig teilweise in den Boden ein und sind fähig, ihre Färbung, in Anpassung an den Bodengrund, schnell zu wechseln. Ihre Fortpflanzungszeit liegt im Frühjahr. Balz und Eiablage erfolgen in der Abenddämmerung bei Springflut.